# فابريس كاريه
فابريس كاريه (بالفرنسية: Fabrice Carré)‏ هو واضع كلمات الأوبرا وكاتب وكاتب مسرحي فرنسي، ولد في 9 يوليو 1855 في باريس في فرنسا، وتوفي في 1921.

## وصلات خارجية
- فابريس كاريه على موقع قاعدة بيانات برودواي على الإنترنت (الإنجليزية)